# Sybille de Selys Longchamps

Wapenschild van het Huis de Sélys Longchamps.

Sybille Michèle Emilie barones de Selys Longchamps (Ukkel, 28 augustus 1941) was de maîtresse van de voormalige koning Albert II van België in de tijd voor zijn koningschap. Met hem kreeg zij tijdens hun verhouding een dochter, Delphine (toen nog Boël), zoals na een jarenlange gerechtelijke procedure op 27 januari 2020 door Albert II is erkend.
Sybille stamt uit het adellijk geslacht De Selys Longchamps, waartoe ook Jean de Selys Longchamps (haar oom) en Edmond de Selys Longchamps, voorzitter van de senaat en natuurkundige (haar overgrootvader) behoren. 
Ze is de tweede van de zes kinderen van graaf en ambassadeur Michel François de Selys Longchamps (1910-1983) en gravin Pauline Cornet de Ways-Ruart (1914-1953). Haar ouders scheidden in 1952, toen de kinderen nog zeer jong waren (de jongste, Nathalie, was in 1951 geboren).
In 1962 trouwde Sybille met jonkheer en industrieel Jacques Boël (1929-2022), telg uit het geslacht Boël, een achterneef van René Boël. Toendertijd werd gedacht dat de enige dochter uit dit huwelijk Delphine Boël (1968) was. Het echtpaar scheidde in 1978. Sybille de Selys hertrouwde in 1982 met Michaël-Anthony Tathmore Cayzer (sinds 1924 baronet, sinds 1939 baron Rotherwick) (1929-1990) en moeder en dochter gingen in Engeland wonen. Na 1990 woonde Sybille afwisselend in België en in de Provence.
Het vermeende vaderschap van Albert werd in de openbaarheid gebracht in oktober 1999, in een biografie over koningin Paola, van de hand van de journalist Mario Danneels. Volgens Delphine heeft haar moeder van 1966 tot ongeveer 1982 een verhouding gehad met toen nog prins Albert. Uit die relatie werd zij als enige geboren. 
Het koninklijk paleis deed het bericht aanvankelijk af als "roddels", maar tijdens zijn kerstboodschap van 1999 leek koning Albert II het bestaan van Delphine in bedekte termen toe te geven:

De koningin en ikzelf hebben teruggedacht aan heel gelukkige tijden, maar ook aan de crisis die ons paar heeft doorstaan, nu dertig jaar geleden. Samen zijn wij erin geslaagd die moeilijkheden te boven te komen en hebben wij sedert lang een diepe liefde en eendracht kunnen herwinnen.
Die crisisperiode werd ons onlangs in herinnering gebracht. Daar wensen wij niet verder op in te gaan; zij behoort tot ons privéleven. Mocht onze eigen levenservaring echter hoopgevend zijn voor hen die vandaag gelijkaardige moeilijkheden beleven, het zou ons heel blij stemmen.
— Koning Albert II, kerstboodschap 1999

Sybille de Selys Longchamps gaf in het voorjaar van 2007 twee interviews,  
waarin ze zei dat ze haar memoires aan het schrijven was. Die zouden verschijnen na haar dood en die van Albert. Ze verleende haar medewerking aan een televisiereportage, Onze dochter heet Delphine, over het vermeende vaderschap, die in september 2013 in twee delen werd uitgezonden. In een arrest van 25 oktober 2018 oordeelde het Hof van Beroep te Brussel dat de voormalige echtgenoot van Sybille de Selys, Jacques Boël, niet de vader van haar dochter Delphine is. Aan koning Albert werd een DNA-test opgelegd in verband met zijn mogelijk vaderschap. Hij tekende tegen die uitspraak in januari 2019 cassatieberoep aan, dat echter door het Hof van Cassatie werd verworpen. Na het afstaan van een DNA-staal in 2019 en de daarop volgende uitslag gaf koning Albert uiteindelijk in januari 2020 via zijn advocaat toe de biologische vader te zijn van Delphine. Op 1 oktober 2020 bepaalde het Hof van Beroep dat dochter Delphine de naam Saksen-Coburg en Gotha en de titel Prinses van België mag voeren.